# 150 (număr)
150 (o sută cincizeci) este numărul natural care urmează după 149 și precede pe 151 într-un șir crescător de numere naturale.

## În matematică
150
- Este un număr abundent.[1][2]
- Este un număr harshad.[3][4]
- Este un număr practic.[5][6]
- Este un număr rotund.[7][8]
- Este un număr semiperfect (pseudoperfect).[9][10]
- Este un număr prim unic.[11][12]
- Este un număr slab totient.[13][14]
- Este suma a opt numere prime consecutive (7 + 11 + 13 + 17 + 19 + 23 + 29 + 31).
- Pentru 150 Funcția Mertens dă 0.[15]
- Suma valorilor funcției φ(x) pentru primii 20 de întregi este 150.

### În astronomie
- Obiectul NGC 150 din New General Catalogue este o galaxie spirală, posibil și barată, cu o magnitudine 11,13 în constelația Sculptorul.
- 150 Nuwa este un asteroid din centura principală.
- 150P/LONEOS (LONEOS 3) este o cometă periodică din Sistemul Solar.

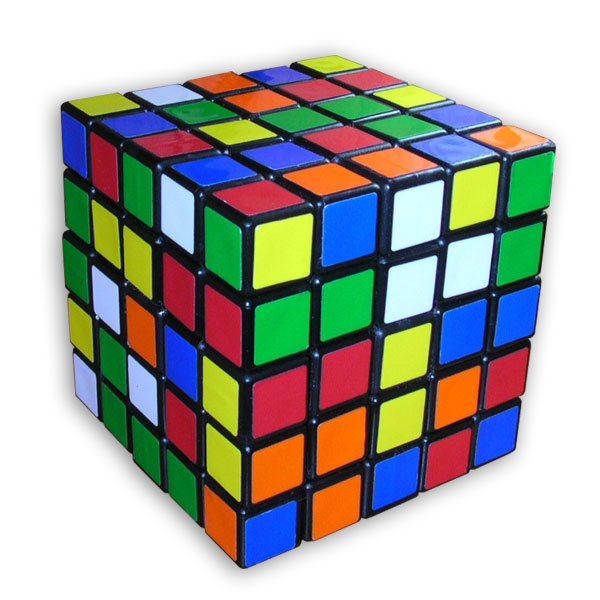
are 150 de fețe colorate

## În alte domenii
150 se poate referi la:
- Ultimul psalm din Biblie, Psalm 150, considerat cel mai muzical.
- Numărul fiilor lui Ulam, care erau arcași de luptă, în recensământul oamenilor lui Israel la întoarcerea din exil (I Paralipomena, 8:40).
- Numărul de zile cât au persistat apele după Potop (Facerea, 7:24).
- Numărul de grade din aspectul astrologic quincunx, explorat de Johannes Kepler.
- Valoarea aproximativă a numărului Dunbar, un număr teoretic cu implicații în sociologie și antropologie